# Halowe Mistrzostwa Świata w Lekkoatletyce 1995 – trójskok mężczyzn
Trójskok mężczyzn – jedna z konkurencji rozgrywanych podczas halowych mistrzostw świata w lekkoatletyce w 1995. Eliminacje miały miejsce 10 marca, finał zaś odbył się 12 marca.
Udział w tej konkurencji brało 24 zawodników z 19 państw. Zawody wygrał reprezentant Bermudów Brian Wellman. Drugą pozycję zajął zawodnik z Kuby Yoelbi Quesada, trzecią zaś reprezentujący Francję Serge Hélan.

## Wyniki

### Eliminacje
Grupa A
| Miejsce | Zawodnik         | Państwo           | Podejście | Podejście | Podejście | Wynik końcowy | Uwagi |
| Miejsce | Zawodnik         | Państwo           | #1        | #2        | #3        | Wynik końcowy | Uwagi |
| ------- | ---------------- | ----------------- | --------- | --------- | --------- | ------------- | ----- |
| 1.      | LaMark Carter    | Stany Zjednoczone | 16,20     | 16,92     |           | 16,92         |       |
| 2.      | Lars Hedman      | Szwecja           | 16,66     | 16,73     |           | 16,73         |       |
| 3.      | Stojko Conow     | Bułgaria          | 16,53     |           |           | 16,53         |       |
| 4.      | Garfield Anselm  | Francja           | 16,49     | 16,45     | 16,40     | 16,49         |       |
| 5.      | Francis Agyepong | Wielka Brytania   | 16,49     | X         | X         | 16,49         |       |
| 6.      | Tyrone Scott     | Stany Zjednoczone | 16,34     | 16,43     | 16,42     | 16,43         |       |
| 7.      | Aleksey Fatyanov | Azerbejdżan       | 16,29     | X         | 16,19     | 16,29         |       |
| 8.      | Wasif Asadow     | Azerbejdżan       | 16,22     | 16,11     | 15,78     | 16,22         |       |
| 9.      | Wiktor Popko     | Ukraina           | 15,77     | 16,00     | 16,19     | 16,19         |       |
| 10.     | Paul Nioze       | Seszele           | 15,70     | 15,78     |           | 15,78         |       |
| 11.     | Julio López      | Hiszpania         | 15,28     | X         | X         | 15,28         |       |
| –       | Freddy Nieves    | Ekwador           | DNS       | DNS       | DNS       | DNS           |       |

Grupa B
| Miejsce | Zawodnik           | Państwo    | Podejście | Podejście | Podejście | Wynik końcowy | Uwagi |
| Miejsce | Zawodnik           | Państwo    | #1        | #2        | #3        | Wynik końcowy | Uwagi |
| ------- | ------------------ | ---------- | --------- | --------- | --------- | ------------- | ----- |
| 1.      | Brian Wellman      | Bermudy    | 17,51     |           |           | 17,51         |       |
| 2.      | Yoelbi Quesada     | Kuba       | 17,33     |           |           | 17,33         |       |
| 3.      | Arne Holm          | Szwecja    | 16,84     |           |           | 16,84         |       |
| 4.      | Edrick Floréal     | Kanada     | 16,74     |           |           | 16,74         |       |
| 5.      | Dmitrij Byzow      | Rosja      | X         | X         | 16,59     | 16,59         |       |
| 6.      | Armen Martirosjan  | Armenia    | 16,55     | 16,30     | 16,30     | 16,55         |       |
| 7.      | Serge Hélan        | Francja    | 16,29     | 16,53     | 16,52     | 16,53         |       |
| 8.      | Oleg Sakirkin      | Kazachstan | 16,18     | X         | 16,47     | 16,47         |       |
| 9.      | Audrius Raizgys    | Litwa      | 15,91     | 16,41     | 16,37     | 16,41         |       |
| 10.     | Anísio Silva       | Brazylia   | X         | 14,36     | 16,19     | 16,19         |       |
| 11.     | Siergiej Arzamasow | Kazachstan | X         | 15,95     | X         | 15,95         |       |
| 12.     | Parkew Grigorjan   | Armenia    | 15,84     | 15,16     | 15,93     | 15,93         |       |

### Finał
| Miejsce | Zawodnik          | Państwo           | Podejście | Podejście | Podejście | Podejście | Podejście | Podejście | Wynik końcowy | Uwagi |
| Miejsce | Zawodnik          | Państwo           | #1        | #2        | #3        | #4        | #5        | #6        | Wynik końcowy | Uwagi |
| ------- | ----------------- | ----------------- | --------- | --------- | --------- | --------- | --------- | --------- | ------------- | ----- |
| 01 !    | Brian Wellman     | Bermudy           | X         | 17,72     | X         | X         |           | X         | 17,72         | CR    |
| 02 !    | Yoelbi Quesada    | Kuba              | 17,11     | 17,52     | 17,62     | X         |           | 17,36     | 17,62         |       |
| 03 !    | Serge Hélan       | Francja           | 15,63     | 16,41     | 16,63     | X         | 14,07     | 17,06     | 17,06         |       |
| 4.      | Lars Hedman       | Szwecja           | 16,86     | 16,80     | X         | 16,76     | X         | 15,51     | 16,86         |       |
| 5.      | Arne Holm         | Szwecja           | 14,83     | 16,81     | X         | X         | 15,98     | 16,35     | 16,81         |       |
| 6.      | LaMark Carter     | Stany Zjednoczone | 16,73     | 16,02     | 16,49     | 16,67     | 16,67     | 16,80     | 16,80         |       |
| 7.      | Francis Agyepong  | Wielka Brytania   | X         | 16,17     | 16,74     | X         | X         | 14,44     | 16,74         |       |
| 8.      | Garfield Anselm   | Francja           | 16,02     | X         | 16,37     | 16,51     | X         | 16,41     | 16,51         |       |
| 9.      | Armen Martirosjan | Armenia           | 16,37     | 16,35     | X         | NQ        | NQ        | NQ        | 16,37         |       |
| 10.     | Dmitrij Byzow     | Rosja             | 15,90     | X         | 16,23     | NQ        | NQ        | NQ        | 16,23         |       |
| 11.     | Edrick Floréal    | Kanada            | X         | -         | -         | NQ        | NQ        | NQ        | NM            |       |
| –       | Stojko Conow      | Bułgaria          | DNS       | DNS       | DNS       | DNS       | DNS       | DNS       | DNS           |       |